# Сент-Джордж Еш
Сент-Джордж Еш (англ. Saint-George Ashe, 23 травня 1871 — 24 липня 1922) — британський академічний веслувальник.
Бронзовий призер Олімпійських Ігор 1900 року в одиночці.